# Coprinopsis pseudofriesii
Coprinopsis pseudofriesii är en svampart som först beskrevs av Pilát & Svrcek, och fick sitt nu gällande namn av Redhead, Vilgalys & Moncalvo 2001. Coprinopsis pseudofriesii ingår i släktet Coprinopsis och familjen Psathyrellaceae.  Arten är reproducerande i Sverige. Inga underarter finns listade i Catalogue of Life.